# Dolph Lundgren
Hans "Dolph" Lundgren (sinh ngày 3/11/1957) là nam diễn viên, nhà sản xuất phim người Thụy Điển. Ông từng vào vai Gunnar Jensen trong The Expendables (2010), The Expendables 2 (2012) và The Expendables 3 (2014).

## Hoạt động nghệ thuật

### Điện ảnh
| Năm  | Tên phim                       | Vai diễn      | Ghi chú    |
| ---- | ------------------------------ | ------------- | ---------- |
| 2010 | Biệt đội đánh thuê             | Gunnar Jensen |            |
| 2012 | Biệt đội đánh thuê 2           | Gunnar Jensen |            |
| 2014 | Biệt đội đánh thuê 3           | Gunnar Jensen |            |
| 2018 | Aquaman: Đế vương Atlantis     | Vua Nereus    |            |
| 2021 | Biệt đội hải cẩu               | Cá heo Dolph  | Lồng tiếng |
| 2022 | Minions: Sự trỗi dậy của Gru   | Svengeance    |            |
| 2023 | Biệt đội đánh thuê 4           | Gunnar Jensen |            |
| 2023 | Aquaman và Vương Quốc Thất Lạc | Vua Nereus    |            |